# Championnat de Porto Rico de football 2019-2020
Navigation
Édition précédente Édition suivante
La saison 2019-2020 du championnat de Porto Rico de football est la quinzième édition de la première division à Porto Rico, la seconde sous la nouvelle entité de la Liga Puerto Rico.
La Metropolitan FA remet en jeu son titre de champion portoricain contre les douze meilleures équipes de l'île. En raison de la pandémie de Covid-19, la saison est suspendue en mars 2020 avant que le championnat ne soit définitivement abandonné le 6 août 2020, aucun titre n'étant alors décerné.

## Équipes participantes
| \| San Juan : Academia Quintana Don Bosco Mirabelli SA Metropolitan FA San Juan Bayamón Caguas Junqueño Ramey Arecibo FC Mayagüez Sol GPS Puerto Rico Guaynabo Gol \| Localisation des équipes engagées. |
| San Juan : Academia Quintana Don Bosco Mirabelli SA Metropolitan FA San Juan Bayamón Caguas Junqueño Ramey Arecibo FC Mayagüez Sol GPS Puerto Rico Guaynabo Gol                                          |

| Équipe                 | Ville     |
| ---------------------- | --------- |
| Academia Quintana      | San Juan  |
| Bayamón FC             | Bayamón   |
| Caguas Sporting        | Caguas    |
| Club Balompié Junqueño | Juncos    |
| Don Bosco              | San Juan  |
| GPS Puerto Rico        | Guaynabo  |
| Guaynabo Gol SC        | Guaynabo  |
| Leal Arecibo           | Arecibo   |
| FC Mayagüez            | Mayagüez  |
| Metropolitan FA        | San Juan  |
| Mirabelli SA           | San Juan  |
| Puerto Rico Sol        | Mayagüez  |
| Ramey SC               | Aguadilla |

## Compétition
Le barème de points servant à établir le classement se décompose ainsi :
- Victoire : 3 points
- Match nul : 1 point
- Défaite : 0 point

### Classement
Le tableau suivant présente le classement au moment de la suspension du championnat après la dix-septième journée.
| Rang | Équipe                 | Pts | J  | G  | N | P  | Bp | Bc  | Diff |
| ---- | ---------------------- | --- | -- | -- | - | -- | -- | --- | ---- |
| 1    | Bayamón FC             | 38  | 14 | 12 | 2 | 0  | 75 | 6   | +69  |
| 2    | Metropolitan FA T      | 37  | 15 | 12 | 1 | 2  | 59 | 21  | +38  |
| 3    | GPS Puerto Rico        | 36  | 15 | 11 | 3 | 1  | 67 | 16  | +51  |
| 4    | Guaynabo Gol SC        | 30  | 16 | 10 | 0 | 6  | 41 | 34  | +7   |
| 5    | FC Mayagüez            | 27  | 16 | 8  | 3 | 5  | 43 | 19  | +24  |
| 6    | Don Bosco              | 26  | 15 | 8  | 2 | 5  | 37 | 34  | +3   |
| 7    | Caguas Sporting        | 20  | 16 | 6  | 2 | 8  | 37 | 28  | +9   |
| 8    | Leal Arecibo           | 19  | 16 | 6  | 1 | 9  | 41 | 33  | +8   |
| 9    | Mirabelli SA           | 18  | 16 | 5  | 3 | 8  | 21 | 33  | -12  |
| 10   | Puerto Rico Sol        | 16  | 16 | 5  | 1 | 10 | 23 | 41  | -18  |
| 11   | Academia Quintana      | 12  | 15 | 3  | 3 | 9  | 28 | 51  | -23  |
| 12   | Club Balompié Junqueño | 7   | 16 | 2  | 1 | 12 | 14 | 102 | -88  |
| 13   | Ramey SC               | 6   | 16 | 2  | 0 | 14 | 12 | 80  | -68  |

|  | T : Tenant du titre |

## Bilan de la saison
| Championnat de Porto Rico de football 2019-2020 |                   |
| Champion                                        | Titre non décerné |
| Qualifications continentales                    |                   |